# Jeff Turner
Jeff Turner (* 1. November 1940 in Sydney; † 28. Dezember 2020 in Beckenried) war ein australisch-schweizerischer Country-Musiker. 

## Leben
In Australien arbeitete der jung verheiratete Turner im Gesundheitsbereich mit Osteopathie (Alternativmedizin) und Chiropraktik. Das Interesse für Musik begleitete ihn aber schon lange Zeit. Er kam nach seiner Scheidung im Oktober 1980 in die Schweiz, um Seminare zu geben für Stressbewältigung. Als ein Künstler in einem Luzerner Kleintheater ausfiel, konnte er mit Gitarre und Gesang einspringen. Ab 1981 wohnte er in der Schweiz. 1983 erhielt er einen Plattenvertrag. Er arbeitete daneben auch in der Schweiz als Therapeut und Mentaltrainer. Er lebte zusammen mit seiner Partnerin Maria in Buochs und danach in Beckenried. Seine beiden Kinder aus erster Ehe leben in Australien.
Jeff Turner trat u. a. mit Grössen wie Johnny Cash, John Brack und Steve Lee mit Gotthard auf. Turner veröffentlichte 15 Alben (Schallplatten und CDs). Einige seiner Tonträger wurden mit Gold (25'000) und Platin (50'000) ausgezeichnet. Seine Songs wurden in 15 weltweit verkauften Top-Compilations aufgenommen. Er spielte und sang die Hauptrolle in der "Western Musical Show Jeff", die im Januar 1995 in Winterthur uraufgeführt wurde. Die CDs wurden in Nashville und London aufgenommen. Noch vor dem Jahr 2000 startete Jeff Turner zusammen mit John Brack die Schweizer Christmas-Tourneen. Das waren Bühnenauftritte gemeinsam mit praktisch der gesamten Schweizer Country-Elite. Nach einigen kleineren Hirnschlägen trat er 2019 am Countryfestival im Albisgüetli in Zürich letztmals auf. 
Am 31. Juli 2020 erlitt der Sänger einen schweren Schlaganfall und erholte sich nach einem Spitalaufenthalt in der Reha. Doch Ende Dezember verstarb er an den Folgen des Hirnschlags.

## Auszeichnungen
- European TV-Award

## CDs
- Fründe – Friends
- Swiss Highwaymen and Jeff Turner – Christmas together
- Dedication 2 – Take me Home